# لين كوبر هارفي
لين كوبر هارفي (بالإنجليزية: Lynne Cooper Harvey)‏ هي منتجة راديو ‏ أمريكية، ولدت في 4 أكتوبر 1916 في سانت لويس في الولايات المتحدة، وتوفيت في 3 مايو 2008 في ريفر فورست في الولايات المتحدة بسبب ابيضاض الدم.